# كانتون لوريتو
كانتون لوريتو (بالإنجليزية: Loreto Canton)‏ هو كانتون في الإكوادور، يتبع مقاطعة أوريينا، ينقسم إلى أبرشية حضرية (لوريتو العاصمة)، وخمس ريفية.

## السكان
حسب التعداد الإكوادوري لعام 2010، بلغ عدد سكانه 21163 والمجموعات العرقية كالتالي:
| العرقية               | النسبة |
| --------------------- | ------ |
| ميستيثو               | 27.3%  |
| اللاتينيون            | 2.9%   |
| الإكوادوريون الأفارقة | 1.5%   |
| مونتوبيو              | 0.6%   |
| السكان الأصليون       | 67.4%  |
| أخرى                  | 0.2%   |